# Căpățânești, Mehedinți
Căpățânești este un sat în comuna Broșteni din județul Mehedinți, Oltenia, România.

## Vezi și
- Biserica de lemn din Căpățânești

## Imagini

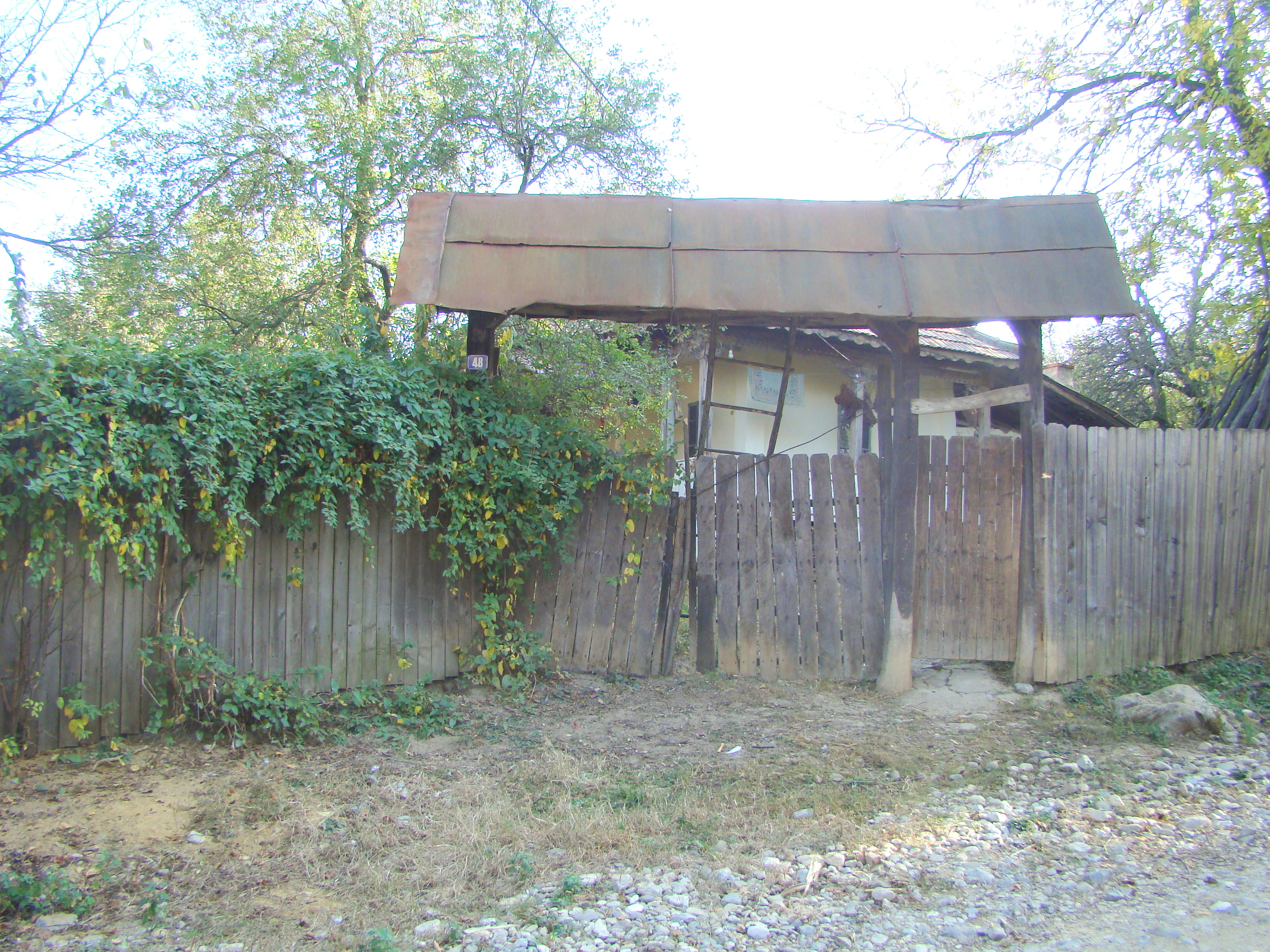
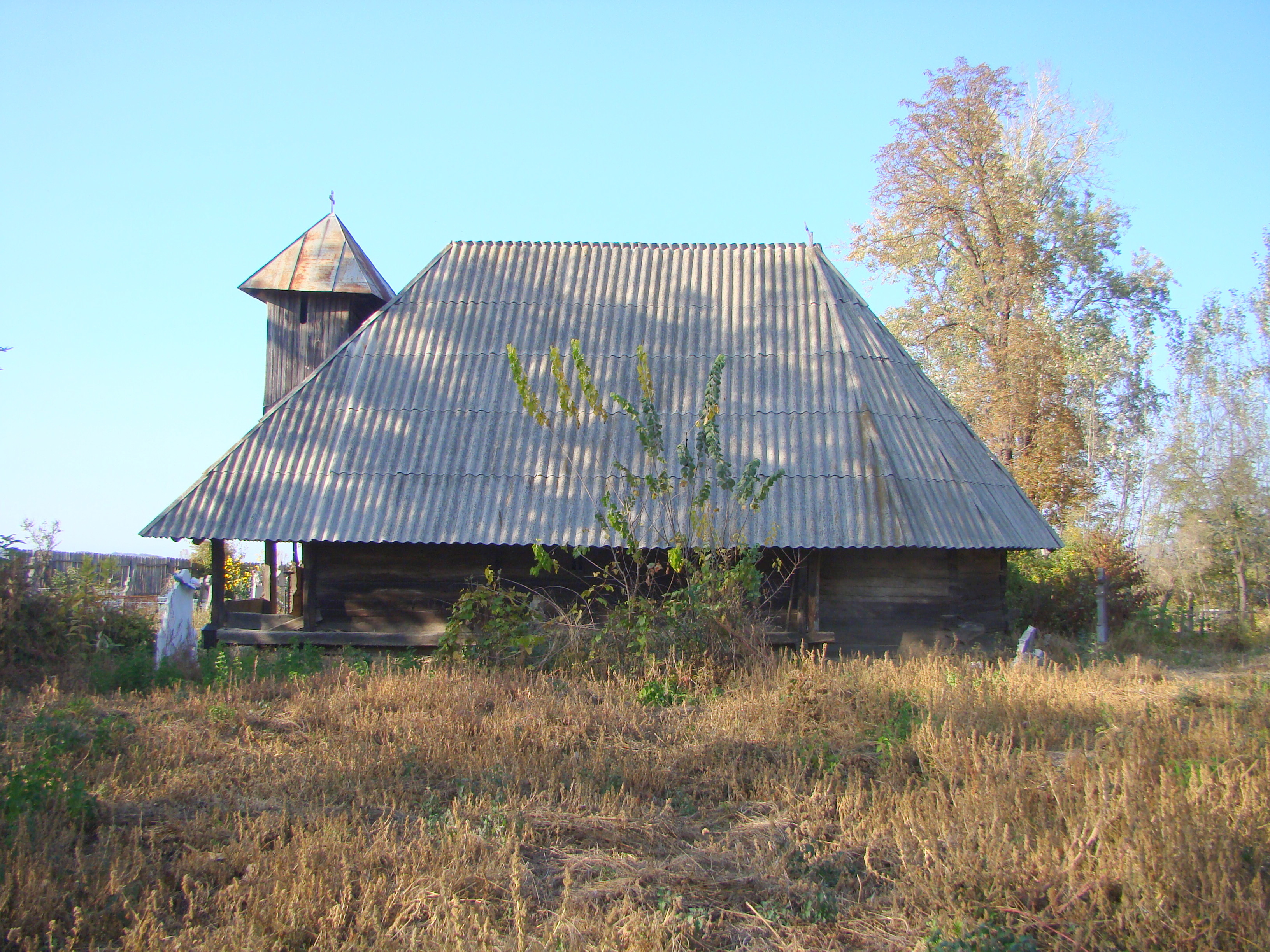
Biserica de lemn „Tăierea Capului Sfântului Ioan Botezătorul” (1700)
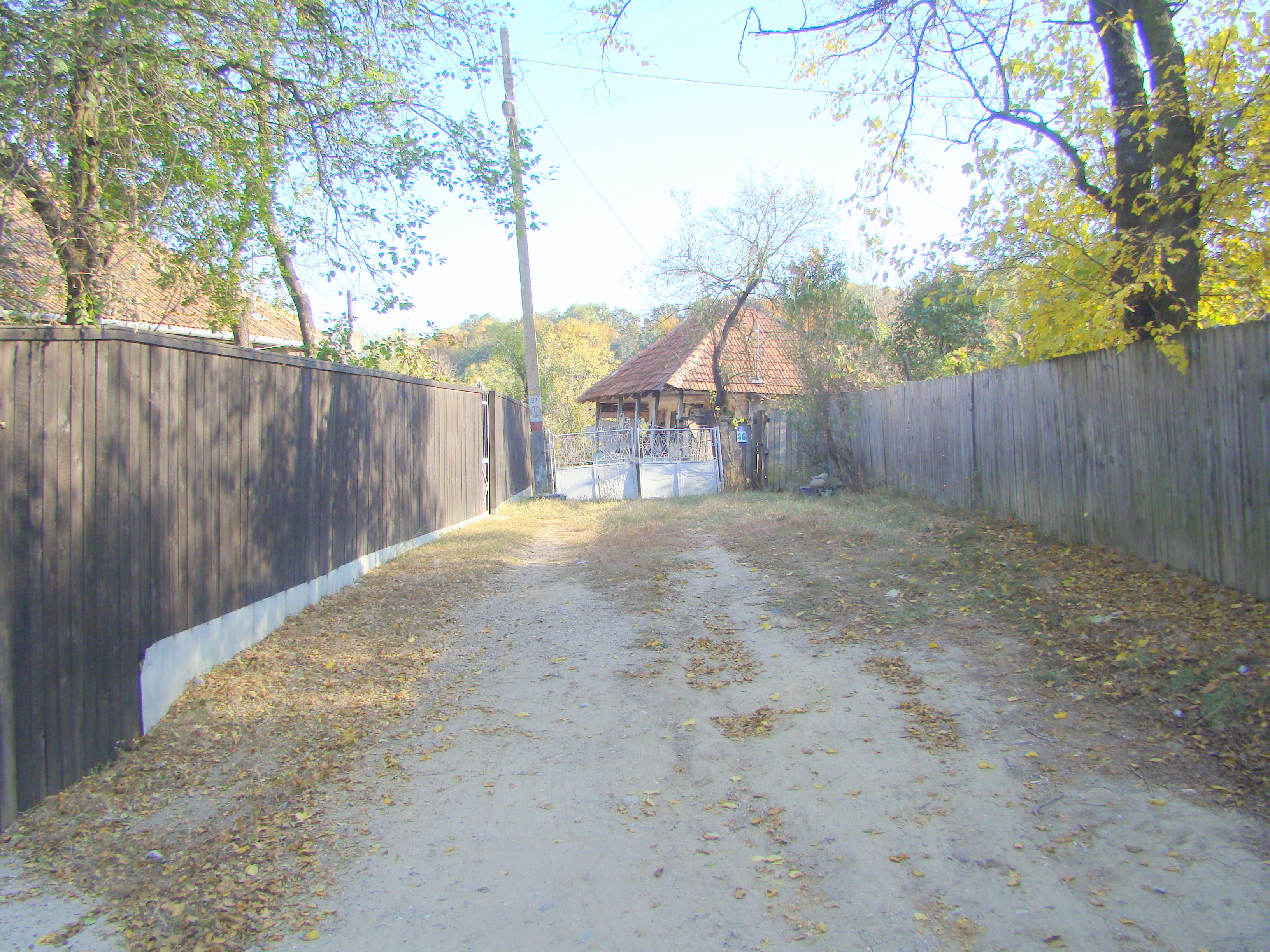